# Linksvoetig
Naar analogie met linkshandig noemt men iemand linksbenig of, vooral in België, linksvoetig. Iemand die vaardiger is met zijn linker- dan met zijn rechtervoet en die bij voorkeur zijn linkervoet gebruikt bij een taak die voornamelijk met één voet moet worden uitgevoerd, is linksbenig. Het is een term die vooral in de sportwereld gebruikt wordt, meer bepaald in sporten waarbij voeten- en benenwerk belangrijk is. Voorbeelden zijn voetbal, rugby en steppen.

## Voetbal

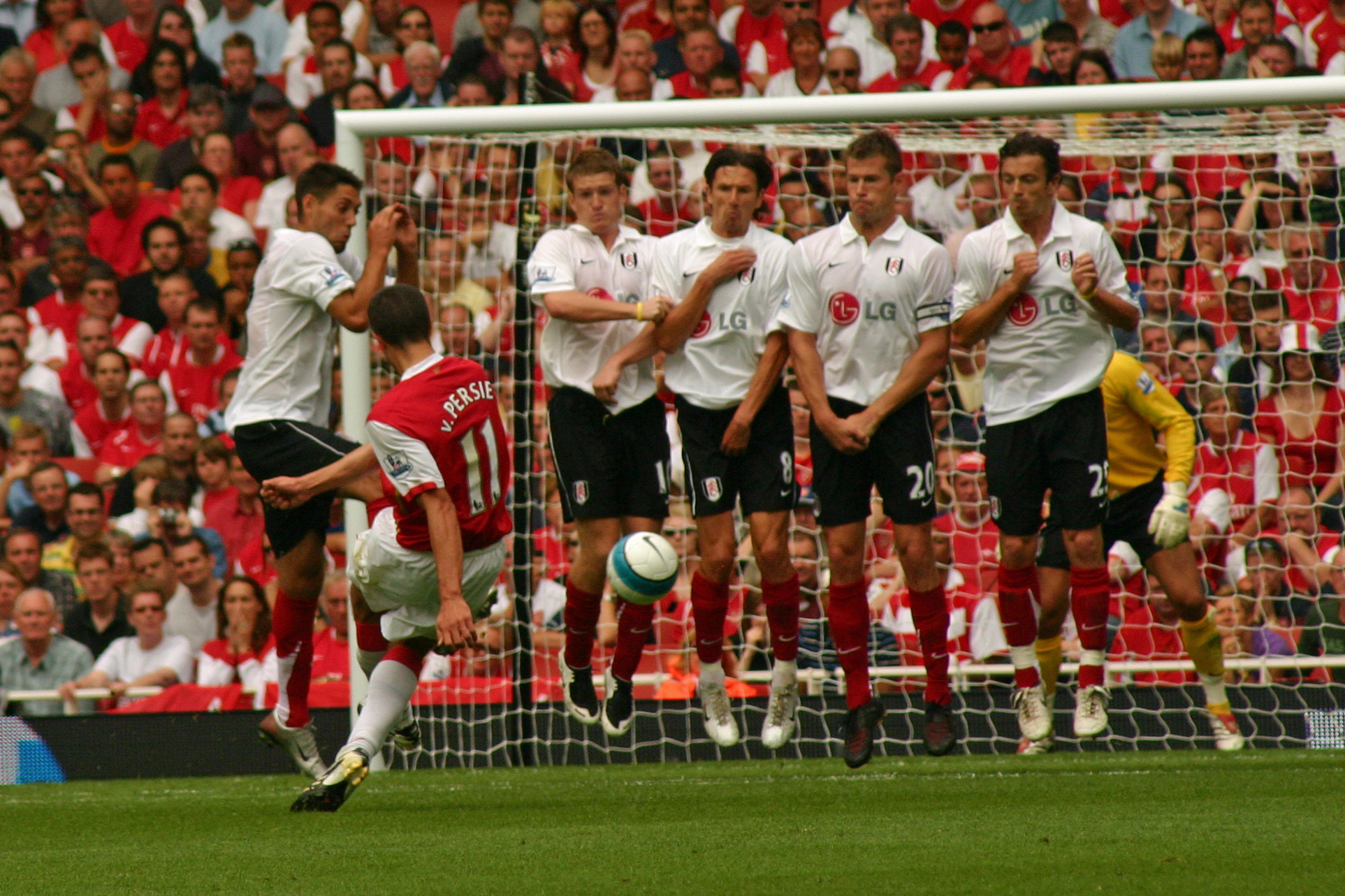
Robin van Persie neemt een vrije trap met zijn linkervoet.

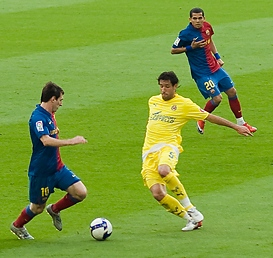
Lionel Messi dribbelt zich met zijn linkervoet voorbij de linksvoetige verdediger Joan Capdevila.

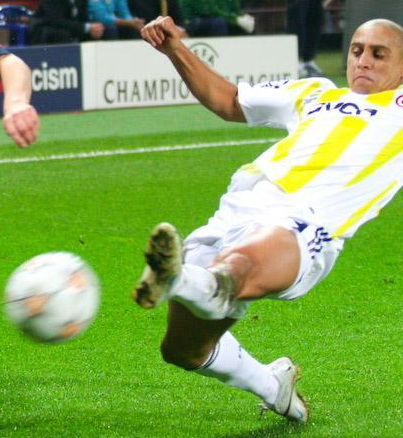
Roberto Carlos voert een tackle uit met zijn linkerbeen.

In voetbal is het belang van links- of rechtsbenigheid groot. De meeste spelers zijn rechtsbenig. Wanneer een speler met beide voeten even goed kan voetballen, noemt men hem of haar tweebenig. Hoewel in het moderne voetbal heel wat spelers tweebenig zijn, hebben ze toch vaak een voorkeursvoet. Cristiano Ronaldo kan zowel met zijn linker- als zijn rechtervoet trappen, maar zal toch steeds hoekschoppen, vrije trappen, uittrappen en strafschoppen met zijn rechtervoet nemen. Linksbenige spelers worden meestal op de linkerflank geposteerd. Het gebeurt vaak dat een linksbenige speler op de rechterflank opgesteld wordt. Goede voorbeelden zijn Lionel Messi en Gareth Bale die bij FC Barcelona en Real Madrid als rechtsbuiten spelen. Op de rechterflank kan de speler naar binnen snijden en met de linkervoet trappen.

### Bekende voetballers die linksbenig zijn
- Paulo Dybala
- Diego Maradona
- Lionel Messi
- Ángel Di María
- Olivier Deschacht
- Thibaut Courtois
- Danny Boffin
- Vital Borkelmans
- Mousa Dembélé
- Bart Goor
- Romelu Lukaku
- Jelle Van Damme
- Peter Van der Heyden
- Frank Vercauteren
- Jan Vertonghen
- Hristo Stoichkov
- Rivaldo
- Roberto Carlos
- Petr Čech
- Mohamed Salah
- Phil Foden
- Iker Casillas
- Jordi Alba
- Raúl
- Ferenc Puskás
- Frank de Boer
- Giovanni van Bronckhorst
- Phillip Cocu
- Stefano Denswil
- Willem van Hanegem
- Coen Moulijn
- Robin van Persie
- Rob Rensenbrink
- Arjen Robben
- Rafael van der Vaart
- Richard Witschge
- Boudewijn Zenden
- John Arne Riise
- Siniša Mihajlović
- Ryan Giggs
- Gareth Bale
- Henrik Andersen
- Paolo Maldini